# Karl Neuner
Karl Neuner (* 16. Januar 1902 in Partenkirchen; † 20. März 1949 ebenda) war ein deutscher Nordischer Kombinierer.

## Werdegang
Karl Neuner wurde 1924 deutscher Meister sowie 1926 und 1927 Vizemeister in der Nordischen Kombination. In den Jahren 1923, 1924, 1926 und 1927 gewann er die bayerische Meisterschaft der Kombinierer. Auf der Oberammergauer Andreas-Sattler-Schanze stellte er mit einer Weite von 38 Metern im Jahr 1922 einen Schanzenrekord auf. Bei der Eröffnungsfeier der Olympischen Winterspiele 1928 führte er die deutsche Delegation, darunter auch sein Bruder Martin Neuner, als Fahnenträger ins Stadion.
Am 30. November 1937 beantragte er die Aufnahme in die NSDAP und wurde rückwirkend zum 1. Mai desselben Jahres aufgenommen (Mitgliedsnummer 5.774.075).
Nach den Brüdern Neuner ist in Garmisch-Partenkirchen der Karl-und-Martin-Neuner-Platz benannt, der sich neben der Großen Olympiaschanze befindet.